# Unterseeboot 980
L'Unterseeboot 980 ou U-980 est un sous-marin allemand (U-Boot) de type VIIC utilisé par la Kriegsmarine pendant la Seconde Guerre mondiale.
Le sous-marin fut commandé le 5 juin 1941 à Hambourg (Blohm + Voss), sa quille fut posée le 10 août 1942, il fut lancé le 15 avril 1943 et mis en service le 27 mai 1943, sous le commandement de l'Oberleutnant zur See Hermann Dahms.
L'U-980 n'endommagea ou ne coula aucun navire au cours de l'unique patrouille (13 jours en mer) qu'il effectua.
Il est coulé par l'Aviation canadienne dans l'Atlantique Nord, en juin 1944.

## Conception
Unterseeboot type VII, l'U-980 avait un déplacement de 769 tonnes en surface et 871 tonnes en plongée. Il avait une longueur totale de 67,10 m, un maître-bau de 6,20 m, une hauteur de 9,60 m et un tirant d'eau de 4,74 m. Le sous-marin était propulsé par deux hélices de 1,23 m, deux moteurs diesel Germaniawerft M6V 40/46 de 6 cylindres en ligne de 1 400 cv à 470 tr/min, produisant un total de 2 060 à 2 350 kW en surface et de deux moteurs électriques Brown, Boveri & Cie GG UB 720/8 de 375 cv à 295 tr/min, produisant un total 550 kW, en plongée. Le sous-marin avait une vitesse en surface de 17,7 nœuds (32,8 km/h) et une vitesse de 7,6 nœuds (14,1 km/h) en plongée. Immergé, il avait un rayon d'action de 80 milles marins (150 km) à 4 nœuds (7,4 km/h; 4,6 milles par heure) et pouvait atteindre une profondeur de 230 m. En surface, son rayon d'action était de 8 500 milles nautiques (soit 15 700 km) à 10 nœuds (19 km/h).
L'U-980 était équipé de cinq tubes lance-torpilles de 53,3 cm (quatre montés à l'avant et un à l'arrière) et embarquait quatorze torpilles. Il était équipé d'un canon de 8,8 cm SK C/35 (220 coups), d'un canon antiaérien de 20 mm Flak et d'un canon 37 mm Flak M/42 qui tire à 15 350 mètres avec une cadence théorique de 50 coups par minute. Il pouvait transporter 26 mines TMA ou 39 mines TMB. Son équipage comprenait 4 officiers et 40 à 56 sous-mariniers.

## Historique
Il reçut sa formation de base au sein de la 5. Unterseebootsflottille jusqu'au 31 mai 1944, puis il intégra sa formation de combat dans la 7. Unterseebootsflottille.
Sa première patrouille est précédée de courts trajets de Kiel à Kristiansand puis Bergen. Elle commence le 3 juin 1944 au départ de Bergen.
Le 11 juin 1944, après onze jours en mer, l'U-980 coule en mer de Norvège au nord des îles Shetland, à la position 63° 07′ N, 0° 26′ E, par des charges de profondeur d'un hydravion Catalina canadien du No. 162 Squadron RCAF (en).
Les cinquante-deux membres d'équipage meurent dans cette attaque.

## Affectations
- 5. Unterseebootsflottille du 27 mai 1943 au 31 mai 1944 (Période de formation).
- 7. Unterseebootsflottille du 1er juin 1944 au 11 juin 1944 (Unité combattante).

## Commandement
- Kapitänleutnant Hermann Dahms du 27 mai 1943 au 11 juin 1944.

## Patrouille(s)
|       | Commandant           | Départ      | Départ       | Arrivée      | Arrivée      | Jours    | Succès |
| ----- | -------------------- | ----------- | ------------ | ------------ | ------------ | -------- | ------ |
|       | Kptlt. Hermann Dahms | 18 mai 1944 | Kiel         | 19 mai 1944  | Kristiansand | 2 jours  |        |
|       | Kptlt. Hermann Dahms | 20 mai 1944 | Kristiansand | 21 mai 1944  | Bergen       | 2 jours  |        |
| 1     | Kptlt. Hermann Dahms | 3 juin 1944 | Bergen       | 11 juin 1944 | Coulé        | 9 jours  |        |
| Total | Total                | Total       | Total        | Total        | Total        | 13 jours | 0 t    |

Note : Kptlt. = Kapitänleutnant